# はちのへ今昔
はちのへ今昔（はちのへこんじゃく）は、青森県八戸市地域に関する情報を掲載していた情報誌。1998年創刊、2009年廃刊。政治団体日本救護団の前身的存在である。

## 概要
1998年1月に「街おこし情報誌」として創刊。創刊当初は八戸地域の歴史上の人物や逸話などを主に取り上げ、「奥南新報」など地元紙の過去の新聞記事を紹介していた。また東北新幹線八戸駅開業に伴う特集記事を組んでいる。
2000年にいったん廃刊。2005年に再び「続・はちのへ今昔」として創刊してからは、郷土史関連の記事に加え、八戸市役所など行政に対して批評する記事を掲載するなど政治的色彩が強くなる。2009年に発行人である小川真が日本救護団を結成し政治活動を開始したことに伴い、廃刊された。
配布地域：八戸市

## 発行者情報
- 発行者 有限会社　けいおう
- 発行人 小川真
- 創刊 1998年1月
- 廃刊 2009年3月（ブログは2009年5月まで継続）
- 発行 毎月1回発行（一時期月2回発行していた時期もある）

## 沿革
- 1998年1月 - 創刊。
- 2000年 - 廃刊。
- 2005年 - 「続・はちのへ今昔」として再度創刊。
- 2007年 - 「はちのへ今昔」ブログ開設。
- 2009年 - 日本救護団設立に伴い廃刊。